# Серподзьоб
Серподзьоб (Ibidorhyncha struthersii) — вид сивкоподібних птахів монотипової родини серподзьобових (Ibidorhynchidae).

## Поширення
Серподзьоб поширений у гірських регіонах Центральної Азії від озера Іссик-Куль до південної межі Маньчжурії, у Тибеті та Гімалаях.

## Опис
Птах завдовжки 38-41 см, вагою 270—300 г. У дорослих серподзьобів влітку лоб, тім'я, боки голови від дзьоба до ока, підборіддя і горло коричнево-бурі, боки голови і горла облямовані білим. Бока голови за оком і зашийок блакитно-сірі. Воло блакитно-сіре, від грудей відділений вузькою білою і широкою чорно-бурого смугою. Спинна сторона тіла і крила сірі, з буруватим нальотом. Надхвіст попелясто-сірий. Груди, черево, підхвіст і пахи білі. Кермові буро-сірі, з дрібними темними поперечними смужками і чорними вершинами; зовнішні опахала крайніх кермових білі. Частина махових з білими плямами. Дзьоб і ноги червоні. Райдужна оболонка червона. Взимку на голові і горлі багато білого пера.

## Спосіб життя
Трапляється на галькових берегах і острівках гірських річок, на висотах 880-3200 метрів над рівнем моря. Гніздиться окремими парами. Пари формуються в квітні. Гніздо будується з дрібної гальки, яка додається під час насиджування. У кінці квітня-травні самиця відкладає 4, рідше 2-3, яйця. Обоє батьків висиджують і піклуються про пташенят, які з'являються в червні. Самостійними пташенята стають в липні-серпні.